# Дегтярёв, Василий Алексеевич
Васи́лий Алексе́евич Дегтярёв (21 декабря 1879 (2 января 1880), Тула, Российская империя — 16 января 1949, Москва, СССР) — российский и советский конструктор стрелкового оружия. Герой Социалистического Труда, лауреат четырёх Сталинских премий, генерал-майор инженерно-артиллерийской службы, доктор технических наук (по совокупности изобретений), депутат Верховного Совета СССР 1-го и 2-го созывов.
Родился в Туле, в семье оружейника. Рано начал трудовую деятельность, а к 17 годам стал кормильцем семьи. Будучи призванным в армию, попал в часть при ораниенбаумской Офицерской стрелковой школе, где как знаток оружия был определён в оружейную мастерскую. В мастерской он остался вольнонаёмным рабочим после окончания службы в 1905 году. Там его заметил оружейный конструктор Владимир Фёдоров, с которым Дегтярёв вскоре  принял участие в разработке первых российских образцов автоматического оружия. По ходатайству Фёдорова в 1908 году  был переведён на Сестрорецкий оружейный завод, а в 1918-м — на Ковровский пулемётный завод, где прошёл путь от мастера опытной мастерской до начальника Особого конструкторского бюро при заводе.
Одним из крупнейших достижений конструктора стало создание в 1927 году ручного пулемёта ДП, ставшего основным ручным пулемётом РККА до 1945 года. Он создал также пистолет-пулемёт ППД. В годы Великой Отечественной войны Дегтярёв сумел в кратчайшие сроки спроектировать противотанковое ружьё и наладить его массовое производство для нужд действующей армии. Параллельно он занимался разработкой нового пулемёта под промежуточный патрон, что в 1944 году привело к созданию модели РПД.

## Биография

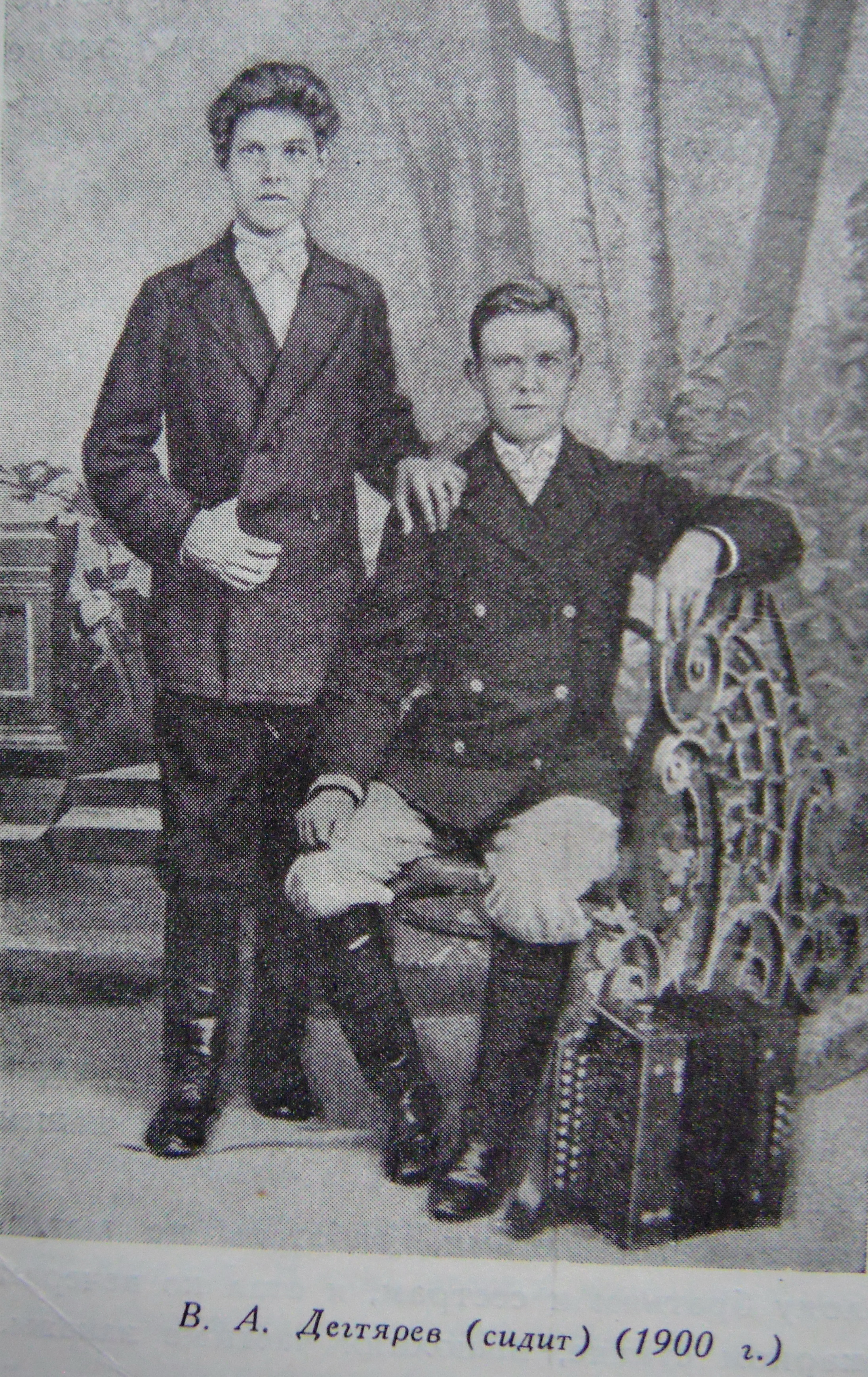
Дегтярёв (сидит) в 1900 году

### Ранние годы
Василий Алексеевич Дегтярёв родился 21 декабря 1879 (2 января 1880) года в Туле в семье потомственного оружейника Алексея Николаевича Дегтярёва. Семья проживала на окраине Тулы в районе Заречье. При доме была кузница, где Алексей Николаевич и его отец Николай Миронович подрабатывали, выполняя частные заказы. После того, как зимой 1887 года умер дед, который занимался обучением Василия, Алексей Николаевич отдал сына в церковно-приходскую школу, где тот проучился только 3 года и покинул её в связи с тяжёлым финансовым положением семьи, не способной более оплачивать его обучение.
Летом 1891 года в возрасте 11 лет Василий начал работать на Тульском оружейном заводе сначала учеником контролёра, затем — контролёром испытаний винтовочных пружин. К 17 годам он работал слесарем-оружейником. В это же время умер его отец, и Василий стал кормильцем семьи. Работа на заводе ему, несовершеннолетнему, приносила лишь скромный ученический заработок, поэтому будущий конструктор стал брать частные заказы.Выполняя один из них, Дегтярёв модернизировал токарный станок, заменив ножной привод на привод от ветряка. Позднее он доработал станочную передачу, добавив регулятор скорости, позволявший станку вращаться равномерно вне зависимости от скорости ветра.

### Военная служба
В 1901 году, несмотря на то, что Василий Алексеевич оставался единственным кормильцем семьи, он был призван на военную службу. По распределению он попал в стрелковую часть при офицерской стрелковой школе в Ораниенбауме. Однажды на стрельбах, когда штатный оружейный механик не смог исправить внезапно заклинивший пулемёт, Дегтярёв вызвался починить его и успешно выполнил эту задачу. После этого по рекомендации начальника полигона Н. М. Филатова его перевели в оружейную мастерскую при школе. Использовавшиеся там инструменты и станки полностью совпадали с теми, с которыми он работал в Туле; при этом сам Дегтярёв отмечал, что в мастерской он получил возможность ознакомиться с передовыми образцами вооружения со всего мира. Опыт, полученный на Тульском заводе, позволил ему трудиться наравне с опытными работниками мастерской. В связи с этим он был лично представлен полковнику Филатову, которому рассказал о желании совершенствоваться в этой отрасли. После этого Дегтярёву стали поручать ремонт и обслуживание пулемётов, доверяя порой самые сложные поломки.
Проработав чуть более двух лет мастером по ремонту пулемётов, Василий Дегтярёв получил от Филатова задание подготовить первые пулемётные команды. На базе курсов, которые проводил рядовой Дегтярёв, была основана первая в Российской империи пулемётная школа. В 1905 году, после поражения в Русско-японской войне российское военное командование пригласило в Ораниенбаумскую школу конструкторов-оружейников со всего мира для демонстрации различных образцов оружия. На этих испытаниях у Дегтярёва была возможность ознакомиться с современными тенденциями в конструировании стрелкового оружия. Он вспоминал, что больше всего ему запомнился Браунинг, чья винтовка отказала во время стрельб. Сам конструктор не смог справиться с поломкой, и на помощь ему пришёл Дегтярёв. Испытания продолжились, но эта  винтовка на вооружение принята не была из-за недостаточной надёжности.
Осенью 1905 года срок службы Василия Дегтярёва истёк, но по рекомендации Филатова он остался в мастерской при оружейном полигоне вольнонаёмным слесарем.

### Работа под началом Фёдорова
Весной 1906 года по распоряжению Филатова Дегтярёв был переведён под руководство В. Г. Фёдорова для участия в работах по созданию автоматического оружия на базе винтовки Мосина. Дегтярёв в совершенстве изучил вопросы проектирования автоматического оружия и мировой опыт в решении данной проблемы.

…с самого начала наших работ я нашёл в В. Дегтярёве исключительно способного и притом преданного своему делу работника, живо интересующегося всеми новостями оружейного дела, и в особенности конструкциями автоматического оружия. Первые образцы опытных винтовок были всецело изготовлены руками В. Дегтярёва, причём им было лично внесено в разрабатывавшиеся системы много новых усовершенствований и улучшений.— В. Г. Фёдоров
В 1907 году, признав бесперспективность дальнейших разработок на базе винтовки Мосина, Фёдоров начал создание собственной винтовки калибра 7,62 мм. И он, и Дегтярёв занимались этим в свободное время, без какой-либо поддержки сверху, поэтому проектирование шло медленно. В результате  был создан образец автоматической винтовки. По итогам проведённых испытаний  комиссия выявила  недостатки и отправила образец на доработку.
В 1908 году по рекомендации Фёдорова Дегтярёв для продолжения работ был переведён на Сестрорецкий оружейный завод. Образцы новой винтовки, спроектированной Фёдоровым и собранной Дегтярёвым, были представлены комиссии весной 1911 года. В 1912 году для проведения полигонных испытаний были изготовлены 10 экземпляров новой винтовки. После удачных испытаний на полигоне было заказано 150 экземпляров для проведения войсковых испытаний, которые были признаны успешными. Несмотря на это, Фёдоров продолжил разработку автоматической винтовки под уже созданный им патрон калибра 6,5 мм, которая была прервана с началом Первой мировой войны. В этих работах активно участвовал и Дегтярёв, не прекращавший в то же время самостоятельных изысканий. В 1916 году он изобрёл и успешно испытал автоматический карабин, принцип действия которого основывался на отводе пороховых газов. Карабин весил 3,86 кг и заряжался из магазина на 5 японских 6,5- миллиметровых патронов. Однако его разработка осталась незамеченной.

### Работа на Ковровском заводе

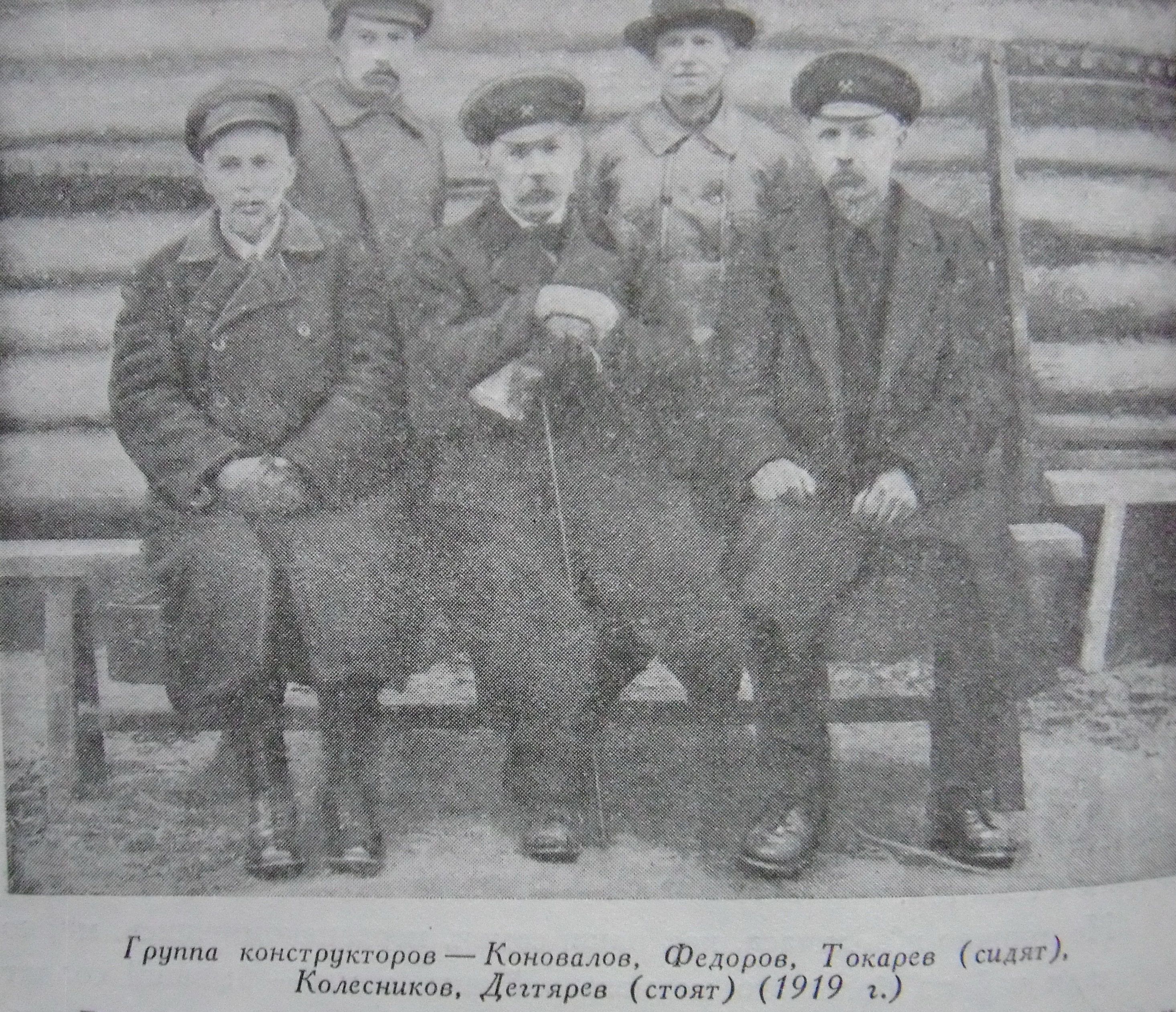
Сестрорецкие конструкторы автоматического оружия перед выездом в Ковров

В январе 1918 года В. Г. Фёдоров получил от советского правительства предписание возглавить производство автоматов собственной системы на Ковровском пулемётном заводе, построенном в 1916 году. Вместе с ним на новое место работы выехал и Дегтярёв, возглавивший там опытную мастерскую проектного бюро завода, занявшуюся вопросами производства автоматов Фёдорова. В 1921—1925 годах Дегтярёв в составе проектного бюро принимал участие в конструировании различных опытных образцов ручных пулемётов под патрон калибра 6,5 мм, а также их одиночных, спаренных и строенных станковых модификаций для вооружения танков и самолётов. Все образцы были унифицированы с автоматом Фёдорова, что должно было упростить их серийное изготовление. В дальнейшем наработки бюро были использованы А. А. Благонравовым при написании первых фундаментальных трудов по теории конструирования оружия.
Одновременно в конце 1923 года Дегтярёв начал работу по созданию нового образца ручного пулемёта под производившийся в стране патрон 7,62 × 54 мм. Уже 22 июля 1924 года Дегтярёв смог представить на испытания опытный образец, три экземпляра которого, выполненные конструктором  самостоятельно, были приняты для прохождения полигонных испытаний. На полигонных испытаниях у пулемёта сломался боёк, но несмотря на это комиссия под председательством С. М. Будённого положительно оценила конструкцию, а параллельно проводимые испытания различных модификаций пулемёта Максима показали, что работу над дегтярёвской конструкцией необходимо не только продолжить, но и максимально форсировать. В 1926 году состоялись новые испытания, в ходе которых из двух пулемётов конструкции Дегтярёва было сделано по 20 тысяч выстрелов, на которые пришлось 0,6 % задержек. По итогам испытаний был дан заказ на изготовление 100 пулемётов для испытаний в войсках. После небольших конструктивных изменений партия прошла испытания, и в конце 1927 года пулемёт был принят на вооружение под названием ДП (Дегтярёва пехотный). На его базе в 1928 году был создан авиационный пулемёт ДА, а в 1929 — танковый ДТ. В 1930 году на вооружение был принят спаренный пулемёт ДА-2.
В 1930 году Дегтярёв начал разработку крупнокалиберного пулемёта под новый патрон 12,7 × 108 мм. Уже к началу 1931 года на сравнительные испытания был представлен первый образец пулемёта, получившего название ДК (Дегтярёва крупнокалиберный). Он превзошёл представленный к сравнению пулемёт Дрейзе как по бронепробиваемости, так и по простоте обращения, обладая при этом меньшим весом. В дальнейшем конструкция была доработана Г. С. Шпагиным и под названием ДШК (Дегтярёва — Шпагина крупнокалиберный) в 1939 году принята на вооружение РККА. В апреле 1931 года Дегтярёв перешёл на должность конструктора-изобретателя, передав дела по руководству опытной мастерской Б. А. Мешкову. В том же году конструктор был награждён орденом Красной Звезды, а в 1932 — орденом Ленина. Кроме того, Ворошилов подарил ему легковой автомобиль. В 1934 году был принят на вооружение разрабатывавшийся с 1930 года пистолет-пулемёт Дегтярёва ППД-34, на основе которого были сконструированы модели ППД-38 и ППД-40. В 1939 году на вооружение поступил станковый пулемёт системы Дегтярёва ДС-39.
2 января 1940 года, в день 60-летнего юбилея, Василий Дегтярёв был удостоен звания Героя Социалистического Труда (вторым в стране, после И. В. Сталина), и получил от Сталина поздравления по этому поводу по телефону. 29 января того же года Высшей аттестационной комиссией (ВАК) Всесоюзного комитета по делам высшей школы СНК СССР по представлению Артиллерийской академии имени Дзержинского конструктору была присвоена научная степень доктора технических наук без защиты диссертации, по совокупности изобретений. В октябре Дегтярёв стал руководителем созданного при Ковровском заводе конструкторского бюро. В ноябре принят кандидатом в члены ВКП(б), а в декабре — избран депутатом Верховного Совета СССР от Ковровского избирательного округа.
В марте 1941 года за изобретение новых образцов стрелкового оружия Дегтярёв был удостоен Сталинской премии.

### Великая Отечественная война
С началом Великой Отечественной войны вскрылся крупный стратегический просчёт советского командования — с вооружения практически были сняты противотанковые ружья и малокалиберная артиллерия, так как считалось, что немецкие танки будут иметь броню толщиной не менее 60 мм, против которой это оружие было бы неэффективно. В начале июля 1941 года, когда стало понятно, что основу немецкой бронетехники составляют танки с бронёй тоньше 60 мм, Дегтярёв получил задание в кратчайшие сроки спроектировать и начать производство противотанкового ружья. К концу месяца им были представлены для испытаний два варианта магазинного ружья под патрон 14,5 × 114 мм. По итогам испытаний Дегтярёву было предложено переделать один из вариантов в однозарядный для упрощения и удешевления производства, что и было им сделано. На вооружение 29 августа был взят образец под наименованием противотанковое ружьё Дегтярёва. В декабре 1941 года Дегтярёв из кандидата стал членом ВКП(б), а в 1942 году за разработку ПТРД Дегтярёв второй раз удостоен Сталинской премии.
Указом Президиума Верховного Совета СССР от 3 июня 1942 года награждён орденом Трудового Красного Знамени. В том же месяце Дегтярёв представил комиссии доработанный вариант пулемёта ДС-39, но на прошедшем с мая по август конкурсе лучшей была признана модель Петра Горюнова, получившая название СГ-43. По мнению комиссии, модель Горюнова, равноценная ДС-39 по скорострельности и баллистическим характеристикам, превосходила его по кучности боя, надёжности и простоте конструкции. В это же время Дегтярёв стал разрабатывать новый ручной пулемёт, который бы не имел громоздкого и замедлявшего темп стрельбы дискового магазина.
К зиме 1942—1943 годов, в связи с захватом вермахтом Донбасса, Ковровский завод был переведён на местное топливо. Для этого была построена газогенераторная станция, а рабочие стали заготавливать дрова на субботниках, в которых, несмотря на возраст, принял участие и Дегтярёв.
В начале мая Сталин созвал совещание с руководителями Наркоматов вооружения и обороны, на которое был приглашён и Дегтярёв. На повестке стоял вопрос о новом пулемёте: Сталин ещё в 1942 году предлагал совершенствовать модель ДС-39, СГ-43 же являлся полностью оригинальной конструкцией. На вопрос Верховного главнокомандующего о том, какой же пулемёт следует принять на вооружение, Дегтярёв ответил, что СГ-43, несомненно, является превосходящей другие моделью и следует принять на вооружение именно её. В итоге постановлением ГКО от 14 мая пулемёт Горюнова был принят на вооружение. В постановке нового оружия на производство принял активное участие и Дегтярёв.
В 1943 году, помимо прочего, продолжались работы по замене дискового питания пулемёта на более скорострельное — ленточное. Дегтярёв разработал два типа ленточного приёмника для ДП, но получившиеся в результате образцы оказались слишком тяжёлыми, а свисавшая лента затрудняла перемещение стрелка в боевых условиях. Тогда конструктор занялся конструированием новой модели, автоматика которой была основана на отводе пороховых газов. Были созданы два варианта: с ленточным и магазинным питанием. Но испытания этих пулемётов, в которых также участвовало оружие Михаила Калашникова и Сергея Симонова, показали, что ни одна из предложенных систем не отвечала выдвинутым требованиям.
5 января 1944 года награждён орденом Ленина. В том же году, в связи с принятием на вооружение 7,62-мм промежуточного патрона образца 1943 года, Дегтярёв продолжил разработку нового ручного пулемёта уже под этот боеприпас. Итогом работы стало создание ручного пулемёта образца 1944 года (РПД). 18 ноября, в преддверии Дня артиллерии, Василию Дегтярёву было присвоено звание генерал-майора инженерно-артиллерийской службы, и он был награждён орденом Суворова 2-й степени.

### Последние годы и смерть
К окончанию войны здоровье Дегтярёва сильно пошатнулось, и он с 21 мая по 1 сентября 1945 года находился в отпуске. 16 сентября 1945 года Дегтярёв был награждён орденом Суворова 1-й степени, а в 1946 за участие в разработке и производстве пулемёта СГ-43 получил третью Сталинскую премию. В феврале 1946 года вновь избран депутатом Верховного Совета.
Конструкторское бюро завода, которое возглавлял Дегтярёв, было переименовано в Особое конструкторское бюро (ОКБ) и выделено из состава Ковровского завода, перешедшего на выпуск мотоциклов. Здоровье конструктора ухудшалось, и в начале 1948 года он был помещён в больницу в Москве, где, будучи прикованным к постели, продиктовал автобиографическую книгу. Василий Алексеевич скончался 16 января 1949 года. С 19 по 20 января в здании заводского клуба в Коврове, куда тело было доставлено из Москвы спецпоездом, при почётном карауле состоялась церемония прощания с конструктором.  Он был похоронен на Иоанно-воинском кладбище. К месту захоронения тело везли на орудийном лафете.
Посмертно конструктору была присвоена четвёртая Сталинская премия.

## Личная жизнь
В 1905 году, завершив солдатскую службу, Василий Дегтярёв женился на Вере Владимировой, с которой познакомился ещё до армии. У четы Дегтярёвых было девять детей, один из которых — Владимир (1918—2016) продолжил дело отца и стал конструктором оружия. Он участвовал в создании РПД, а позднее был одним из разработчиков РПГ-7.

## Награды
- Герой Социалистического Труда[1] (2 января 1940[37][62])
- три ордена Ленина[1] (21 февраля 1933[30]; 2 января 1940[37][62]; 5 мая 1944[53])
- орден Суворова I степени[1] (16 сентября 1945)
- орден Суворова II степени[1] (18 ноября 1944)[к. 2][55][63]
- орден Трудового Красного Знамени[1] (3 июня 1942[46])
- орден Красной Звезды[1] (7 апреля 1932[30])
- медаль;[4]
- Сталинская премия I степени (14 марта 1941[1]) — за изобретение образцов стрелкового оружия[к. 3][41]
- Сталинская премия II степени (10 апреля 1942[1]) — за создание противотанкового оружия[к. 4][45]
- Сталинская премия II степени (1946[1])[к. 5][49][64]
- Сталинская премия I степени (1949 — посмертно[1])[к. 6]
- знак «Лучшему изобретателю ВОИЗ СССР»

## Память

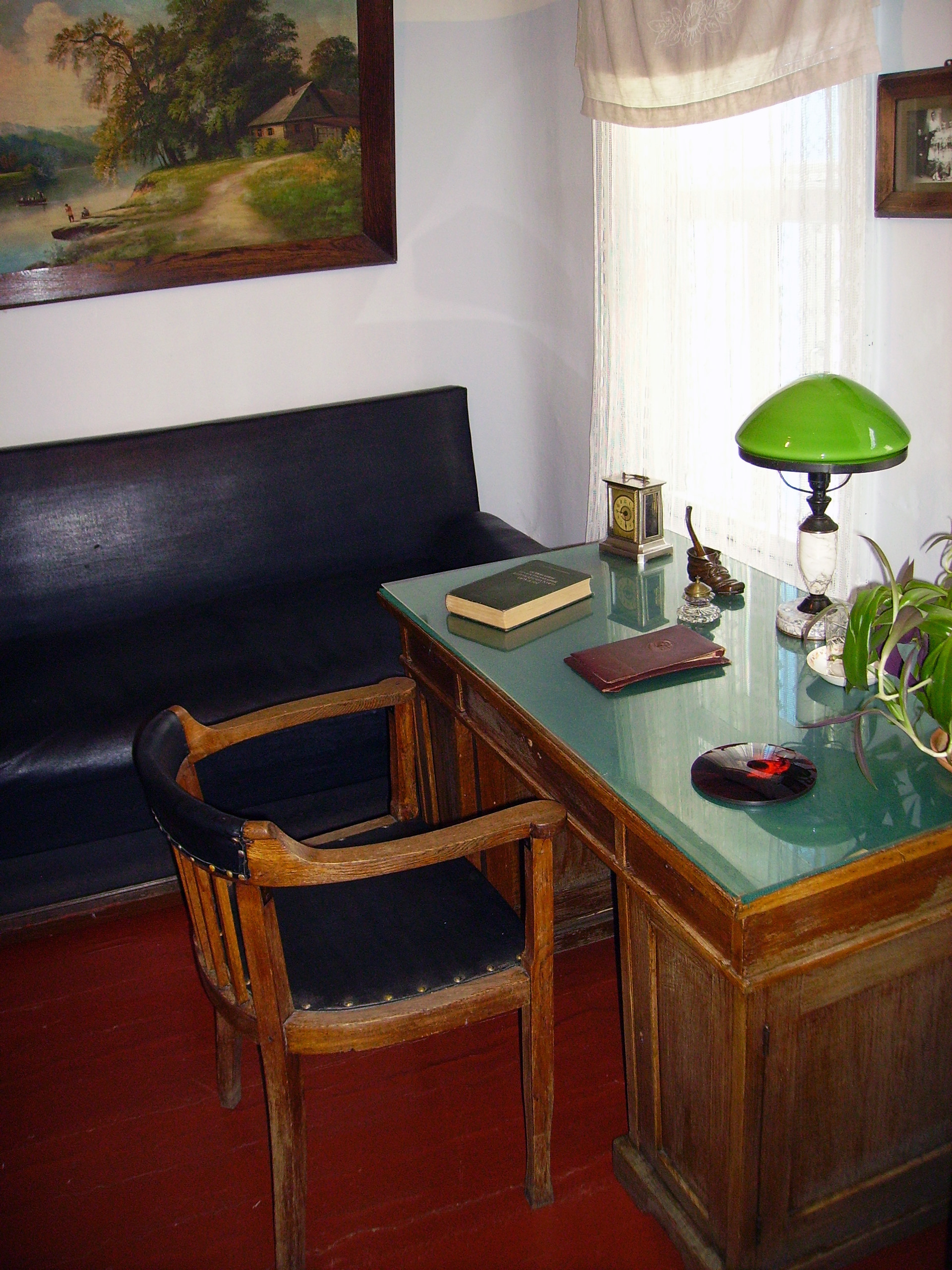
Кабинет конструктора в доме-музее в Коврове

В день смерти конструктора постановлением Совета Министров СССР были учреждены ежемесячные стипендии его имени:
- одна — для аспирантов (850 рублей) и одна — для студентов (400 рублей) Ленинградского военно-механического института;
- две — для аспирантов (850 рублей) и две для — студентов (400 рублей) Тульского механического института;
- пять — для студентов-отличников (350 рублей) Ковровского техникума.

17 октября 1954 года в Коврове Дегтярёву был установлен памятник работы скульптора Матвея Манизера совместно с архитектором Александром Великановым, а на территории оружейного завода, носящего его имя, установлен бюст и несколько мемориальных досок. На мемориале оружейников-конструкторов выполнен барельеф с его изображением. В доме, где конструктор проживал, 6 января 1978 года был открыт музей. Кроме того,  его именем в Коврове названы техникум, средняя школа, детский сад, парк культуры и отдыха, Дом культуры рабочих-металлистов и бывшая Комсомольская улица. Именем Дегтярёва был назван пионерлагерь возле деревни Суханихи. Во многих городах бывшего СССР (Харьков, Новосибирск, Ломоносов, Санкт-Петербург, Челябинск) существуют улицы, увековечивающие память оружейника Дегтярёва в своём названии.

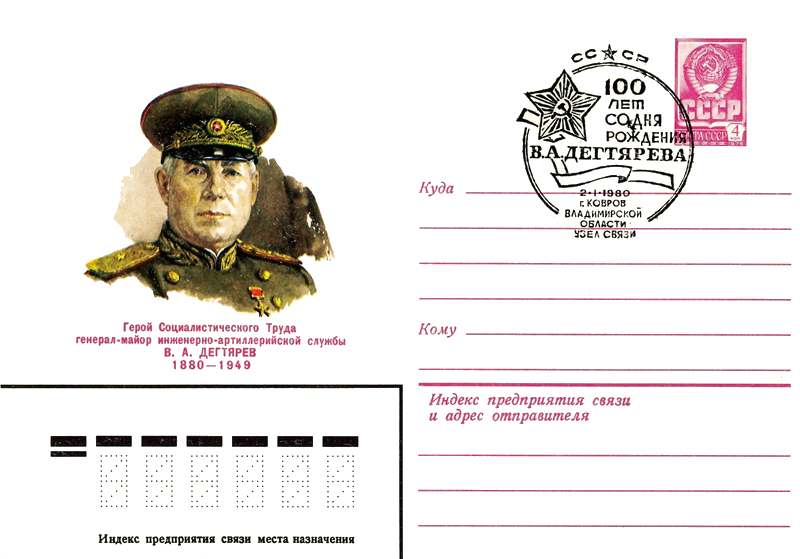
Почтовый конверт СССР со спецгашением

6 ноября 1979 года, в связи со 100-летним юбилеем со дня рождения конструктора, Министерством связи СССР был выпущен почтовый конверт с его изображением. 2 января 1980 года в Коврове проведено специальное гашение этих конвертов. 18 августа 2004 года Почтой России выпущен конверт с изображением Дегтярёва.
В мае 2014 года в рамках мемориала «Победа-69», организованного Союзом радиолюбителей России, из Коврова работала любительская радиостанция со специальным позывным RP69VD (Василий Дегтярёв).
В фильме «Калашников» роль генерала Дегтярёва сыграл актёр Валерий Баринов.

### Комментарии
1. ↑  Многие источники ошибочно полагают, что это был Джон Мозес Браунинг, который на деле даже не приезжал в Россию. Свою же винтовку представил его однофамилец Карл Браунинг[12].
2. ↑  «За образцовое выполнение заданий Командования по обеспечению действующей Красной Армии артиллерийским вооружением и боеприпасами»
3. ↑  «За изобретение новых образцов стрелкового вооружения»
4. ↑  «За создание противотанкового оружия»
5. ↑  «За создание станкового пулемёта, получившего широкое применение на фронте»
6. ↑  «За создание нового образца оружия»